# 유신 (가수)
유신(1985년 1월 29일 ~ )은 대한민국의 가수이다. 현재 소속사는 C&H 엔터테인먼트이다.

## 대표작

### 음반
- 《또 다른 사람 만나서》

### 도움을 준 노래
- MC몽 - 허클베리 몽의 모험
- H 유진 - 해 뜰 날